# Краснодарське
Краснода́рське (рос. Краснодарское) — село у складі Усть-Пристанського району Алтайського краю, Росія. Адміністративний центр та єдиний населений пункт Краснодарської сільської ради.

## Населення
Населення — 528 осіб (2010; 770 у 2002).
Національний склад (станом на 2002 рік):
- росіяни — 96 %